# ハナイカ
ハナイカ Metasepia tullbergiは、日本近海に生息するコウイカ類の一種。水中写真等で近縁のミナミハナイカ Metasepia pfefferiと混同されるが、そもそもミナミハナイカは日本近海には生息していない。本種の和名「ハナイカ（花烏賊）」は長崎地方の方言に基づく。

## 分類
本種はMetasepia属に置かれることが多いが、この属はコウイカ属 (ハリイカ属) Sepiaの下位分類ハナイカ亜属 subgenus Metasepiaとされることも多い。Metasepia属はその甲の形状が菱形で、外円錐を欠くことからコウイカ属 Sepiaと区別される。
近年の分子系統解析では総じて、同じく亜熱帯に生息するコブシメ Sepia latimanusと近縁という結果が出ており、ハナイカ属を含まないコウイカ属 Sepia s.str.は側系統となる。そのため、コウイカ属の亜属の整理など、コウイカ科の分類は見直される必要がある。
この2種は亜熱帯に棲む、触腕掌部の吸盤の配置が類似しているなどの共通点を持つ。しかし体サイズが大きく異なる上、コブシメは他のコウイカ属と同じく7つの歯舌を持つのに対し本種では6つしか持たないなど、甲以外の点においてもハナイカは明確に異なっている。

### 近縁種
同属の別種として、テトロドトキシンをもつ猛毒のミナミハナイカ Metasepia pfefferi がいるが、この種は本種と違い、貝殻に稜角がないことで区別される。また生息域も異なり、オーストラリア沿岸のパース・ブリスベン以北に生息する。

## 形態
外套長は4 cm程度（-7 cm）。外套膜は嚢状（短い楕円型）で、後方は丸く、腺孔 (glandular pore)や棘を持っていない。背腹に偏圧され、背側に一対の断続する肉稜をもつ。外套幅は外套長と同程度～60%で、最大幅の位置は中央付近にある。背側の前縁は鈍三角状で、中央で130°から150°程度の角度を形成し、ほんの少しだけ突出する。腹側の彎入も極めて浅い。
鰭は外套膜側縁前端から1 mm程度後方から始まるが、前端自由葉があるため、その前端は外套縁と同程度となる。鰭長は外套長の94%、鰭幅は92％で全長に亘ってほぼ等幅。後端は鰭の両葉間が広く空いている。
漏斗は円錐形で基部は拡がり、第4腕の間を完全に埋めるように拡がる。漏斗軟骨器は腎臓型で、その内縁は僅かに窪み、外縁は顕著に窪む。中央の縦溝は前方で特に落ち込み、短く突出し鈍頭の外套軟骨器と関節する。背側漏斗器は幅広い逆V字型で、背側の体壁の1/5-1/4しか拡がらず、頂角は約60°。中央に低い肉稜をもつ。腹側漏斗器は幅広く、洋梨型。
頭部は幅広く、外套長の55%で、やや短い。囲口膜の縁は鈍く吸盤のない7角となる。雌では、2個のoval spermatic padsが囲口膜の腹側部分に発達する。
鰓小葉は片側で45枚を数える。精莢は4 mmで長く、sperm cordは25 mmで、コウイカ属 Sepiaのものとほぼ同じ構造である。

### 腕
腕はほぼ等長で、腕長式は普通4>3>2>1または3≥4>2=1。最長の腕は外套背側長の3/4。いずれの腕も反口側泳膜が高いため多少後方に張り出し、断面はほとんど三角形である。特に第4腕では顕著で、幅広扁平となる。保護膜は普通の厚さである。口側面両側の保護膜は広く、特に肉柱は収縮すると肉球状になっている。吸盤は小さく、一様で、吸盤列は全体的に疎らな4列となっている。中央列も縁列も大きさの差異が少なく、各腕に25-30列。角質環は鋸歯状で、小歯は極めて不規則な形だが、短く近い。交接腕化する腕はないとされることもあったが、雄左第4腕の中間の吸盤が縮小し交接腕となる。
触腕は細く、頭と胴体を合わせた長さと同じくらいか、それより少し長い。基部は少し他の腕より細い。触腕掌部は少しだけ拡がり、三日月形で、触腕長の1/10を占める。触腕の吸盤は各腕で50個より少し多く、明らかな5または6列である。その大きさは不均一で、2列目の4-5個が他より大きく、3列目の3-4個が次に大きい。角質環は短く鈍い歯を持ち、最大の吸盤では45個を数え、縁の全体を通して間隔が短い。対して最も小さいものでは数が少なく、互いに多少離れている。

### 体色
生時は外套膜背側に走る1対の肉稜の両側は暗色で、鰭は黄色く、全体を通して不規則な雲状斑がある。頭部には眼の後方、背側、腕に沿って黄斑がある。腕反口側は黒色の点があり、保護膜等は赤い。色彩は環境による違いや個体差が大きい。
アルコール固定中の色彩はほぼ全体を通して鈍い灰褐色（暗紫色）で、色のない部分は腕の吸盤のある表面部分と触腕の表皮全体のみである。体色は頭部と外套膜の背側表面で、また腕の反口側表面と先端では特に濃くなり、ほぼ黒になる。対して生の標本では腕の末端がピンク色を帯びる。

### 貝殻
貝殻（甲）の外形は整った菱形になるが、前端は少し丸みを帯び、後端は鋭く尖る。貝殻長は貝殻幅の約2倍で、また貝殻幅は厚さの2倍である。角質縁は比較的幅広く、途切れることなく両端に向かって少し拡がる。後端では背側の角質縁は小さく、竜骨状の背側と後方に突出する垂直板を形成する。背側の表面は均等に、僅かに凸状になり、肋や溝を持たない。腹側の表面は中央部で強く凸状になるが、横線面 (striated area)は中央で幅広い溝となる。横線面前縁は鈍角を形成する。内円錐に当たる部分の縁はV字型で、後端から貝殻長の1/3が盛り上がる。はじめはかなり細いが、後方は少し幅広く、張り出すようになり、真の内円錐は形成しない。石灰質の棘を持たず、外円錐も存在しない。室率 (locular index)は38-41。

## 生態・分布
普通、浅海の砂底に棲むが、時（産卵期）に潮下帯の刺胞動物（イソバナやウミトサカ類）の多い岩礁地帯でも見られる。相模湾以南の南西日本からトンキン湾にかけての東シナ海の水深40-100 mに生息する。
ツツイカ類とは違ってより海底に接した生活を行うため、体色変化だけでなく体表に突起を立てて凹凸をつくる。体の各部を赤・黄・黒に染め、体表にたくさんの突起を出す。興奮時には体表から大小の突起（肉襞 papillae）を立て、体色を激しく変化させる。海底に降りる際は腹側の両縁から大きな三角形の突起を出し、防舷物のように腹全体が海底に擦らないようにする。海底の石に擬態したハナイカはその突起を第2の足として海底を這う。